# سميع (قرية)

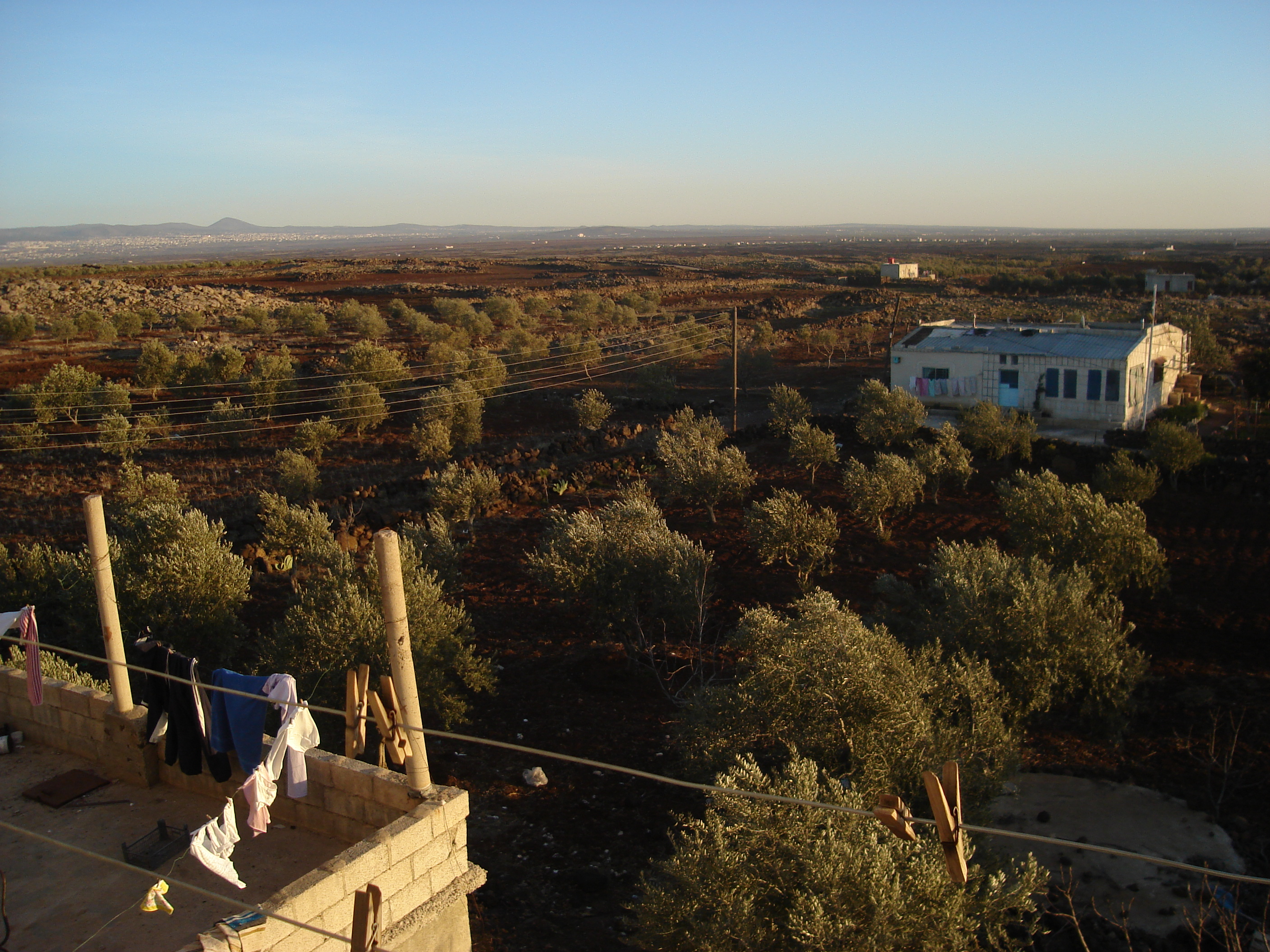
صورة من قرية سميع

قرية سميع هي قرية من قرى محافظة السويداء بسوريا تقع غربي المحافظة بمسافة 18كم عن مدينة السويداء. حدود قرية سميع :من الشرق قرية المزرعة من الغرب قرية الدور من الجنوب قرية صما من الشمال قرية قراصة ونجران.

## السكان
عدد سكانها يزيد عن 3000 نسمة. الاعتماد الرئيسي لسكان القرية الزراعة، ومشهورة قرية سميع بزراعة الزيتون واللوزيات بالإضافة إلى الحبوب من جميع أنواعها (كالقمح) إلخ.
إن قسم كبير من سكان القرية مغتربون ومنهم مهاجرون. ربين في فنزويلا.

## الثقافة
الحياة الثقافية في البلدة: لقد تميزت سميع عبر تاريخها بوجود رجال للسيف ورجال للقلم، فقد ساهم القسم الكبير منهم في مناهضة ومقارعة الاحتلال عبر تاريخها النضالي الكبير وهنا لا بد من الإشارة إلى زعماءها التاريخين أمثال الشيخ قاسم الحمود نصر وقصته المشهورة مع العثمانيين في حادثة شبلي الأطرش. والشيخ حمود نصر الذي كان له الدور الكبير أثناء الثورة السورية الكبرى وقصته المعروفة مع حاكم الجبل الفرنسي (كاربيه) ومن الزعماء المشهورين على مستوى الجبل الوجيه عبد الكريم نصر. واشتهر الشاعر شاهين ظاهر نصر أبو حمد بقصائده الرائعة التي شملت كل فنون الشعر من مدح وغزل ورثاء وقصائد وطنية وقومية وقصائد وصف والتي ما زال منها يغنى في كل المناسبات الخاصة والعامة. 